# 1938 au Yukon
Chronologie du Yukon
- 1934
- 1935
- 1936
- 1937
- 1938
- 1939
- 1940
- 1941
- 1942

Cette page concerne des événements d'actualité qui se sont produits durant l'année 1938 dans le territoire canadien du Yukon.

## Politique
- Chef exécutif : George A. Jeckell
- Législature : 11e

## Événements
- Sortie de l'autobiographie My Seventy Years (“Mes soixante-dix ans”) de la députée indépendante conservatrice fédérale du Yukon, Martha Black.

## Naissances
- 20 février : Arthur MacDonald Pearson (en), commissaire du Yukon († 8 décembre 2020)
- 25 octobre : Paul Birckel, homme d'affaires et politicien († 8 juillet 2021)